# Trofeo Zerneri Acciai 2018
Trofeo Zerneri Acciai 2018 – 31. edycja zawodów lekkoatletycznych w wielobojach, które odbyły się 27 i 28 kwietnia we Florencji. Zawody były pierwszą odsłoną cyklu IAAF Combined Events Challenge w sezonie 2018. 

## Rezultaty
| Konkurencja:           | 1. miejsce    | Rezultat        | 2. miejsce           | Rezultat     | 3. miejsce        | Rezultat     |
| Dziesięciobój mężczyzn | Martin Roe    | 8228 pkt. NR    | Juryj Jaremicz       | 7985 pkt. PB | Taavi Tšernjavski | 7873 pkt. PB |
| Siedmiobój kobiet      | Erica Bougard | 6327 pkt. WL SB | Alexandria Gochenour | 6063 pkt. SB | Lecabela Quaresma | 5886 pkt. SB |